# Dentalium tomlini
Dentalium tomlini är en blötdjursart som beskrevs av James Cosmo Melvill 1918. Dentalium tomlini ingår i släktet Dentalium och familjen Dentaliidae.
Artens utbredningsområde är Indiska oceanen. Inga underarter finns listade i Catalogue of Life.